# Pico de Peguera
El pico de Peguera, de 2982,78 m, es una montaña de granito enclavada en el Parque nacional de Aiguas Tortas y Lago de San Mauricio, entre las comarcas del Pallars Sobirá y el Pallars Jussá, en Lérida, España, en la dorsal de los Pirineos. Pertenece a los términos municipales de la Torre de Cabdella y Espot.
Es la cima más alta del Pallars Jussá. Está situada entre el valle de Peguera, al este; la Vall Fosca, al oeste, y el valle de Monestero, al norte. Forma parte de un circo de montañas de cerca de tres mil metros de altitud rodeado de lagos glaciares. 
Al nordeste se encuentra el pico de Monestero, de 2878 m; al sudeste, el Tuc de Saburó, de 2905 m, y al oeste, el pico de Mar, de 2845 m. De los tres picos lo separan sendos collados que superan los 2700 m de altitud.
Los refugios más cercanos desde los que se puede iniciar el ascenso son el refugio de Colomina, a 2395 m, en la Vall Fosca, el refugio Josep Maria Blanc, a 2310 m, en el valle de Peguera, y el refugio Ernest Mallafré, a 1885 m, en el valle de Monestero. Los tres forman parte de la ruta Carros de Foc.
Una ruta clásica permite ascender en un solo día desde el embalse de Sallente, a 1750 m de altitud, en la Vall Fosca, hasta donde se puede ascender en un vehículo. Desde allí se puede subir al pico de Mar o directamente al coll de Peguera. Otra ruta permite subir desde el refugio Josep M. Blanc por el collado de Monestero.